# Rafael Delgado
Rafael Delgado (n. 20 august 1853 - d. 20 mai 1914) a fost un scriitor și profesor mexican.
În 1896 devine membru al Academiei Lingvistice Mexicane (Academia Mexicana de la Lengua).
În scrierile sale a evocat viața mexicană, cu trăsături realiste, romantice, dar și pitorești.

## Opera
- 1891: Ciocârlia ("La calandria");
- 1895: Angelina;
- 1903: Rudele bogate ("Los parientes ricos");
- 1904: Lecții de literatură ("Lecciones de literatura");
- 1904: Istorie obișnuită ("Historia vulgar");
- 1910: Lecții de geografie istorică ("Lecciones de geografía histórica");
- 1940: Sonete ("Sonetos").